# 出口善子
出口 善子（でぐち よしこ、1939年8月12日 -  ）は俳人。俳誌「六曜」代表。本名は由利善子。

## 経歴
大阪府大阪市生まれ。大阪女子大学国文科卒業。
1972年、「七星俳句会」入会。1981年、「花曜」（主宰・鈴木六林男）入会。1983年、第7回花曜新人賞受賞、1987年、第16回花曜賞受賞。鈴木六林男の死去（2004年12月）にともない、2005年、「花曜」解散。同年8月、「六曜」を創刊。
父は四天王寺第101代管長の出口常順。

## 著書
- 句集『瞬』
- 句集『亂聲』 牧羊社、1985年
- 句集『貝の華』 角川書店、1990年
- 句集『刺茨牡丹』 角川書店、1999年
- 句集『わしりまい』 角川書店、2005年
- 句集『羽化』 角川書店、2010年
- 『笙の風-出口常順の生涯』 東方出版、2018年